# رائول گراسیلی
رائول گراسیلی (ایتالیایی: Raoul Grassilli؛ ‏ ۲۵ اکتبر ۱۹۲۴ – ۲۴ ژوئیهٔ ۲۰۱۰) بازیگر اهل ایتالیا بود.
از فیلم‌هایی که وی در آن نقش داشته‌است، می‌توان به تهاجم ۱۷۰۰ و دوران کودکی، حرفه و نخستین تجربه جاکومو کازانووا، اهل ونیز اشاره کرد.